# Lastmanager
Ein Lastmanager ist ein Gerät, das dazu dient, mittels Abschalten von Endgeräten (Lastabwurf) das elektrische Energieversorgungsnetz bei Bedarfsspitzen stabiler zu machen. Es dient der Laststeuerung als Teil eines intelligenten Stromnetzes.

## Konzept in der Stromversorgung
Das Prinzip des Lastabwurfes ist in elektrischen Energienetzen seit dem Anfang elektrischer Stromnetze ein übliches Verfahren zur Netzstabilisierung, insbesondere um Spitzenlasten abzufangen, wenn die Stromerzeugung nicht den Bedarf an elektrischer Leistung decken kann. Damit kann durch kurzfristige Steuerung des Strombedarfs der Bedarf an Stromproduktion gesenkt werden, um großräumige Stromausfälle zu vermeiden. Damit kann die Anzahl der für die Spitzenlastversorgung notwendigen zusätzlichen Kraftwerke, vor allem Speicherkraftwerke, geringer gehalten werden.
Das Konzept des Lastmanagements ist grundsätzlich nicht von der Art der Energieerzeugung und der des Energieverbrauchers abhängig. Es stellt im Prinzip eine Qualitätsreduktion für den Stromkunden dar, da jederzeit elektrische Geräte des Stromkunden seitens des Energieversorgungsunternehmens ausgeschaltet werden können und der Kunde bis zu einem gewissen Grad die Kontrolle über diese Geräte und deren Betriebszustand verliert.
Lastabwurf betraf bisher primär spezielle Lastabwurfkunden, Großverbraucher besonders im gewerblich-industriellen Bereich, wie beispielsweise Zementmühlen oder größere Kühlhäuser. Als Gegenleistung dafür, bei ungenügender Stromerzeugung innerhalb weniger Sekunden vom Netz abgeschaltet (abgeworfen) zu werden, bekamen solche Unternehmen einen günstigen Stromtarif.
Im Zuge des Ausbaus der Versorgung durch moderne elektronische Steuerungen und kommunizierende Netze, wird versucht, dieses Konzept auch auf kleinere Verbrauchergruppen in privaten Haushalten auszudehnen.
Der Lastmanager könnte auch für die Stromeinspeisung lokaler Erzeugungsanlagen sinnvoll sein, wie beispielsweise Photovoltaik- oder Windkraftanlagen, die bei zu hoher Einspeisung (zu viel Wind oder Sonne für den momentanen Verbrauch) vom Netzbetreiber stufenweise abgeregelt werden.

## Verwendung beim Endkunden
Lastmanager steuern den Stromverbrauch in Haushalten so, dass zu Spitzenzeiten bestimmte Verbraucher abgeschaltet werden, die zwar bei herkömmlicher Nutzung Strom verbrauchen, darauf aber auch ohne Weiteres eine Weile verzichten könnten.
So können beispielsweise der Kühlschrank für kurze und die Tiefkühltruhe oder ein Elektroboiler für längere Zeit ohne Beeinträchtigung der Funktion abgeschaltet werden.
Dazu müssen diese Geräte mit dem Lastmanager vernetzt sein, um automatisch innerhalb kurzer Zeit (typisch ist der Zeitbereich von einigen Sekunden) mittels Fernwartung abgeschaltet werden zu können. Der Lastmanager wird in den Hausanschluss integriert und erfordert Endgeräte, die über eine Schnittstelle elektronisch steuerbar sind.
Durch Lastmanagement können die Stromkosten für einen Haushalt gesenkt werden, da der Strom bei Spitzenlast für die Energieversorger und damit grundsätzlich auch für die Verbraucher besonders teuer ist. Damit können neben Tarifsystemen wie dem Nachtstrom und zeitabhängigen Preismodellen (Smart-Zähler) weitere Preisvergünstigungen angeboten werden.
Langfristig nimmt man auch an, dass die viele Jahre als extrem teuer verrufene Elektroheizung durch Lastmanagement wieder eine Renaissance erleben könnte. Durch Lastmanager, die in ein System des intelligenten Wohnens (vernetzte Haustechnik) eingebunden sind, kann sie optimiert betrieben werden. Da parallel die Anforderungen an Hausheizungsanlagen, was deren Schadstoffausstoß betrifft, sukzessive steigen, könnte besonders bei Neubauten durch Wegfall der gesamten Investition in die Heizleitungssysteme und Reduktion auf nur ein Stromnetz dieses Heizsystem wieder konkurrenzfähig werden. Nachtspeicheröfen können zukünftig einen wichtigen Beitrag zur Strompufferung leisten. Auch die Kombination mit Haus-Solar- und Windstromanlagen, die direkt Strom produzieren, wird effizienter.
Kritisch beurteilt wird – wie auch bei den Smart Metern und dem Konzept des intelligenten Stromnetzes an sich – die Datensicherheit, da der Stromversorger zu Steuerungszwecken den Stromverbrauch elektronisch erfasst und dadurch Persönlichkeitsprofile der Lebensgewohnheiten erstellbar werden, die Ziel von Missbrauch durch Dritte werden könnten. Beim Lastmanager greift der Versorger noch zusätzlich aktiv in den Haushaltsablauf ein, wenn auch der Kunde durch die kurzen Abschaltzeiten davon wenig bemerken dürfte.